# Bertone (bedrijf)
Bertone was een Italiaans bedrijf uit Turijn dat autocarrosserieën en modelvarianten van diverse automerken ontwierp en produceerde. Het bracht ook auto's onder eigen naam op de markt.

## Geschiedenis
Bertone is opgericht in 1912 door Giovanni Bertone als werkplaats voor koetsen. Aan het einde van de Eerste Wereldoorlog werd de focus echter verlegd naar auto's. In de jaren twintig werd Bertone een belangrijke partner van de eveneens in Turijn gevestigde automerken Fiat en Lancia. Zoals gebruikelijk in die tijd lieten de grotere automerken exclusieve carrosserieën bouwen op standaard chassis. Na de Grote Depressie begon Bertone met het maken van meer commerciële modellen. In 1933 begon Giovanni's zoon Giuseppe, beter bekend onder zijn bijnaam Nuccio, te werken voor het bedrijf.
In de jaren vijftig, tijdens het heropleven van de economie na de Tweede Wereldoorlog, kwamen ook de eerste buitenlandse contracten voor Bertone met MG en Bristol. In 1952 kwam Franco Scaglione aan het hoofd van de ontwerpafdeling te staan en in deze periode werd ook Alfa Romeo een belangrijke partner, wat resulteerde in drie Berlinetta Aerodinamica Tecnica conceptwagens (B.A.T.).
In 1959 werd Scaglione opgevolgd door Giorgetto Giugiaro en een paar jaar later werden vooral de GT wagens populair met de Alfa Romeo 2600 Sprint, Ferrari 250 GT, Aston Martin DB4 GT en Maserati 5000 GT. In 1965 verliet Giugiaro het bedrijf en Marcello Gandini kwam in zijn plaats. Marcello Gandini zou er 15 jaar blijven tot hij in 1980 besloot een freelance ontwerper te worden. Bertone ging zich na Gandini minder bezighouden met sportwagens en sloot een belangrijke deal met Citroën.
In de jaren 1980 zou de onderneming ook zelf auto's op de markt brengen. Zo was er de Bertone Freeclimber, een terreinwagen gebaseerd op de Daihatsu Rocky met aanvankelijk een BMW zescilinder-in-lijn motor.
De productiecapaciteit van Bertone nam in de loop der jaren toe, daarnaast ontwikkelde men modellen voor Ferrari, Lamborghini, Alfa Romeo, Fiat, Lancia, Volvo, BMW, General Motors, Citroën en Peugeot.
In de jaren 1990 lag de focus van Bertone voornamelijk op technische innovaties. De futuristische Bertone Blitz uit 1992 integreerde een buizenchassis met glasvezelpanelen, had een carrosserie in composietmaterialen en werd aangedreven door een elektrische motor. In 1994 introduceerde het bedrijf de Bertone ZER (Zero Emission Record), een voertuig met een lage milieu-impact en een Cx van 0,11 dat ontworpen was om hoge prestaties te leveren in het segment van de elektrische auto's. De ZER vestigde met 199,881 km het wereldrecord voor de grootste afstand die door een elektrische auto in een uur wordt afgelegd en was bovendien de eerste elektrische auto die de grens van 300 km/u doorbrak. In datzelfde jaar werd Bertone de eerste fabrikant in Italië die het ISO 9001-kwaliteitscertificaat kreeg. Naast het ontwikkelen van prototypes en conceptwagens produceerde Bertone nog steeds modellen in opdracht van andere autofabrikanten, waaronder de Opel Astra Cabrio en de Fiat Punto Cabrio. Op 26 februari 1997 overleed Nuccio Bertone. Zijn weduwe, Lilli Bertone, nam het management van het bedrijf over.
Aan het einde van de twintigste eeuw hadden autofabrikanten ingezien dat niet alleen de technische aspecten van hun auto's van belang waren maar dat ook design een belangrijke factor was voor het succes van een model. Daarom vertrouwden ze het designwerk steeds vaker toe aan hun interne ontwerpafdelingen. Dit gold ook voor fabrikanten van supercars, die traditioneel grote klanten waren van de Italiaanse ontwerpstudio's. Bertone kon in de jaren 2000 desondanks nog enkele gespecialiseerde projecten binnenhalen en ging door met ontwerpadvies. In 2009 was de financiële situatie van het bedrijf echter zodanig verslechterd dat het zijn fabriek in Grugliasco samen met alle productieactiviteiten moest verkopen aan FIAT.
In de jaren 2010 hielden de financiële moeilijkheden aan, waardoor Bertone zich genoodzaakt zag om in 2011 een deel van zijn legendarische collectie conceptauto's te verkopen. In 2014 moest Bertone zijn activiteiten staken er werd het bedrijf failliet verklaard.
De Bertone groep bestond uit vier bedrijven:
- Stile Bertone (design)
- Bertone Engineering (wetenschappelijk onderzoek en ontwikkeling)
- Carrozzeria Bertone (productie van carrosserieën)
- Bertone Glass

Na het faillissement kwam het merk Bertone in handen van het Franse ingenieursbureau Akka Technologies, actief in de auto-, spoorweg- en ruimtevaartsector. De rechten om het merk te gebruiken werden echter gedeeld met het nieuw opgerichte bedrijf Bertone Design, alhoewel deze laatste de naam niet mocht gebruiken in de automobielsector. Bertone Design werd in 2016 verkocht aan Akka Technologies.
Eind 2018 verkocht Akka Technologies de licentie om het merk Bertone te gebruiken aan het Britse Flymove Holding. In mei 2019 kocht Flymove Holding het merk Bertone voor alle toepassingen en sectoren. Zij hebben Bertone opnieuw leven ingeblazen met de presentatie van nieuwe elektrische wagens, ontworpen door voormalig Bertone designer Carlos Arroyo Turon.

## Belangrijke modellen
- 1934:  Alfa Romeo 6C 2300
- 1936: Fiat 1500

- 1953: Arnolt-Bristol 404
- 1953: Alfa Romeo B.A.T. 5
- 1954: Alfa Romeo B.A.T. 7
- 1954: Aston Martin DB2/4
- 1955: Alfa Romeo B.A.T. 9
- 1954: Alfa Romeo Giulietta

- 1961: BMW 3200 CS
- 1961: Aston Martin DB4 GT Jet

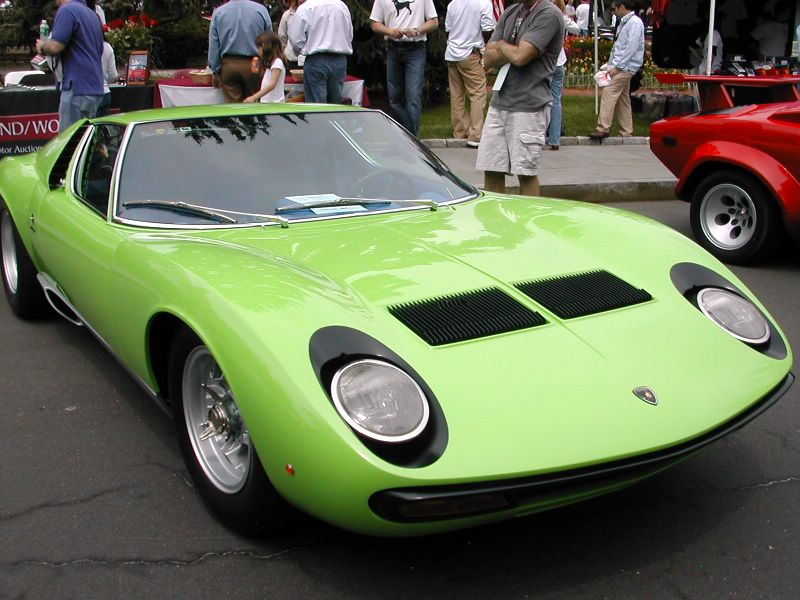
Lamborghini Miura

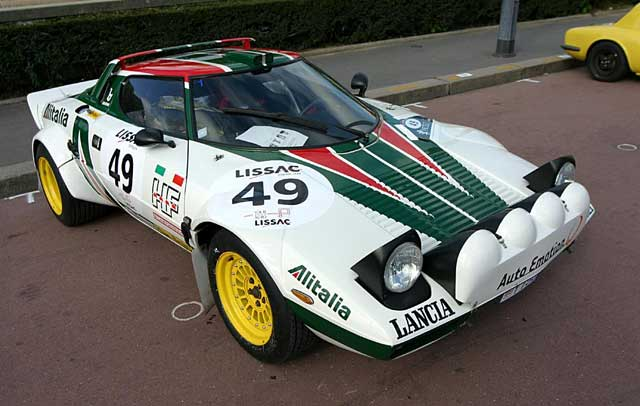
Lancia Stratos

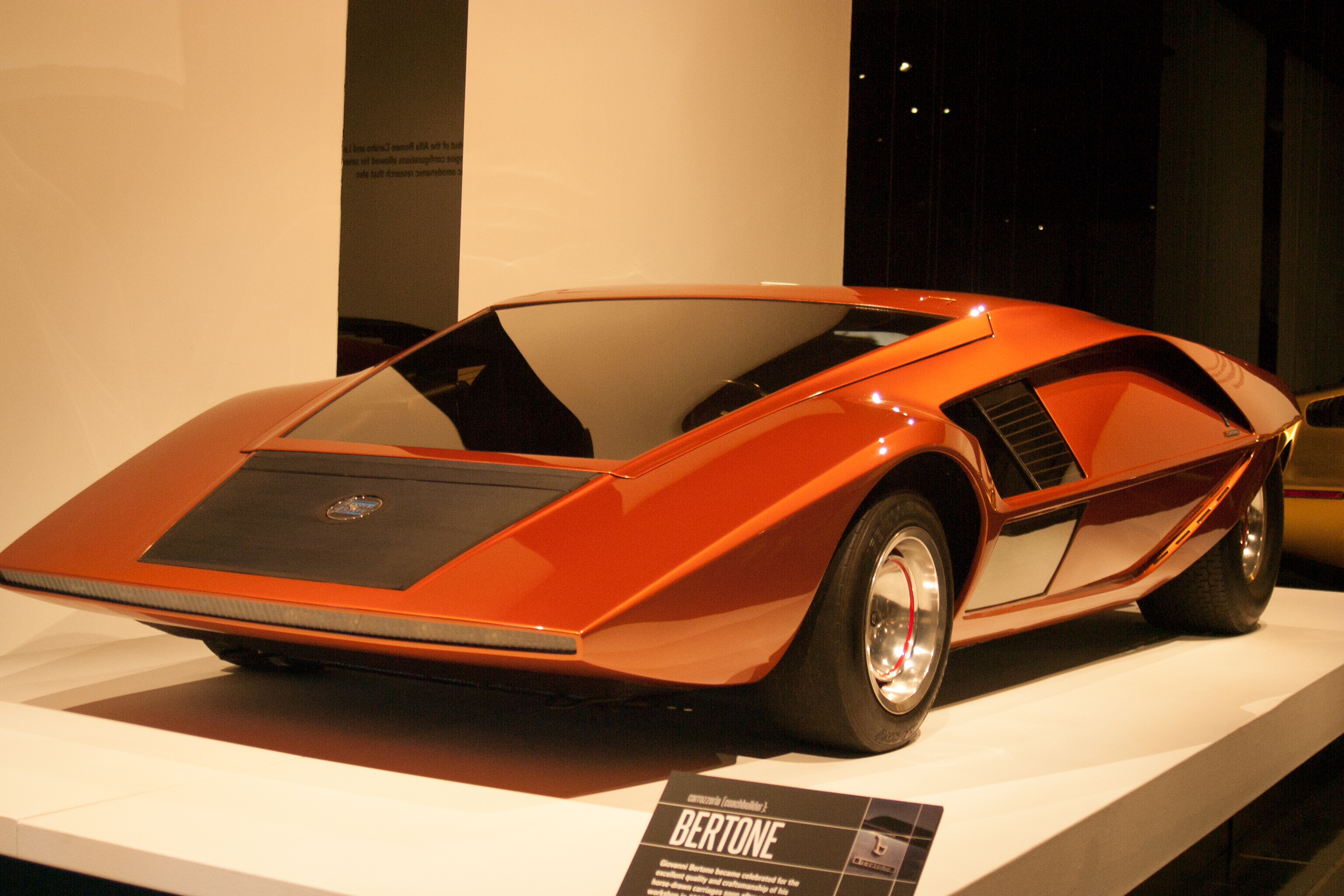
Lancia Stratos Zero

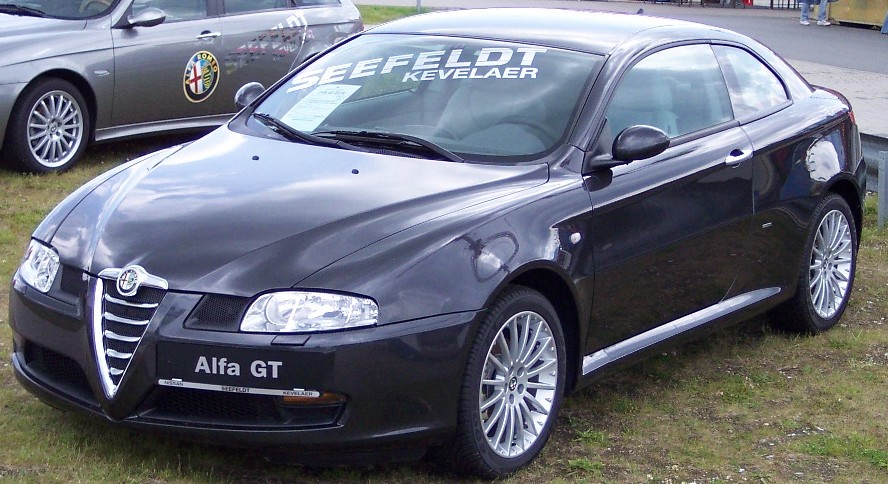
Alfa Romeo GT

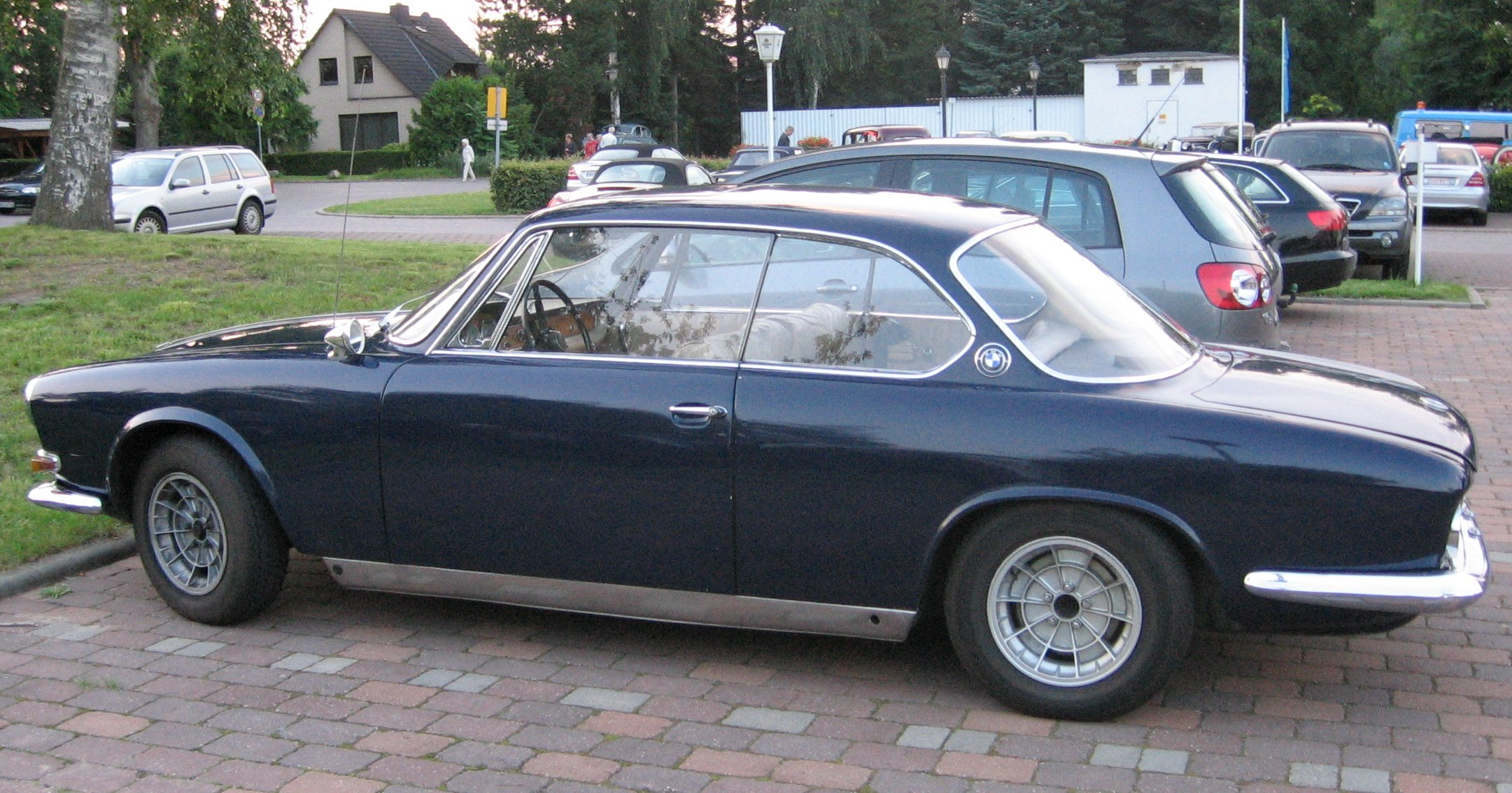
BMW 3200 CS

- 1962: Ferrari 250 GT Berlinetta Lusso
- 1962: Alfa Romeo Giulia Sprint
- 1962: Alfa Romeo 2600 Sprint
- 1962: Simca 1200s Coupe
- 1965: Fiat 850 Coupé
- 1965: Fiat 850 Spider
- 1966: Lamborghini Miura
- 1967: Alfa Romeo Montreal
- 1868: Fiat 850 Sport Coupé
- 1968: Fiat 850 Sport Spider
- 1968: Bertone Berlinetta Racer
- 1972: Lamborghini Countach
- 1973: Ferrari Dino 308GT4
- 1973: Lamborghini Urraco
- 1974: Lancia Stratos
- 1975: Volkswagen Polo
- 1977: Volvo 262C
- 1978: Alfa Romeo Alfetta
- 1982: Citroën BX

- 1985: Opel Kadett E Cabrio
- 1985: Volvo 780
- 1989: Citroën XM
- 1991: Citroën ZX
- 1992: Opel Astra F Cabrio
- 1993: Citroën Xantia

- 1996: Scania Trucks
- 2000: Opel Astra G Cabrio/Coupe
- 2004: Alfa Romeo GT

- 2009: Chevrolet Niva (facelift)

## Designers
In de afgelopen decennia hebben zes hoofdontwerpers de Bertone-stijl vormgegeven:
- Franco Scaglione (1952-1959)
- Giorgetto Giugiaro (1959-1965)
- Marcello Gandini (1965-1980)
- Marc Deschamps (1980-1995)
- Giuliano Biasio (1995-2006)
- David Wilkie (2006-2014)[6]